# Robert Sidney Smith
Pour les articles homonymes, voir Sidney Smith et Smith.
Sidney Robert Smith, né le 13 février 1877 et mort le 20 octobre 1935 à Chicago (Illinois) est un auteur de comics, créateur du comic-strip The Gumps. Il était aussi scénariste, réalisateur, producteur et acteur. Sa carrière s'étend de 1913 à 1928, avec les séries de cartoons consacrés à Doc Yak puis The Gumps inspirés de ses propres créations en comics.

## Filmographie

### comme scénariste
- 1915 : Doc the Ham Actor

### comme réalisateur
- 1913 : Old Doc Yak

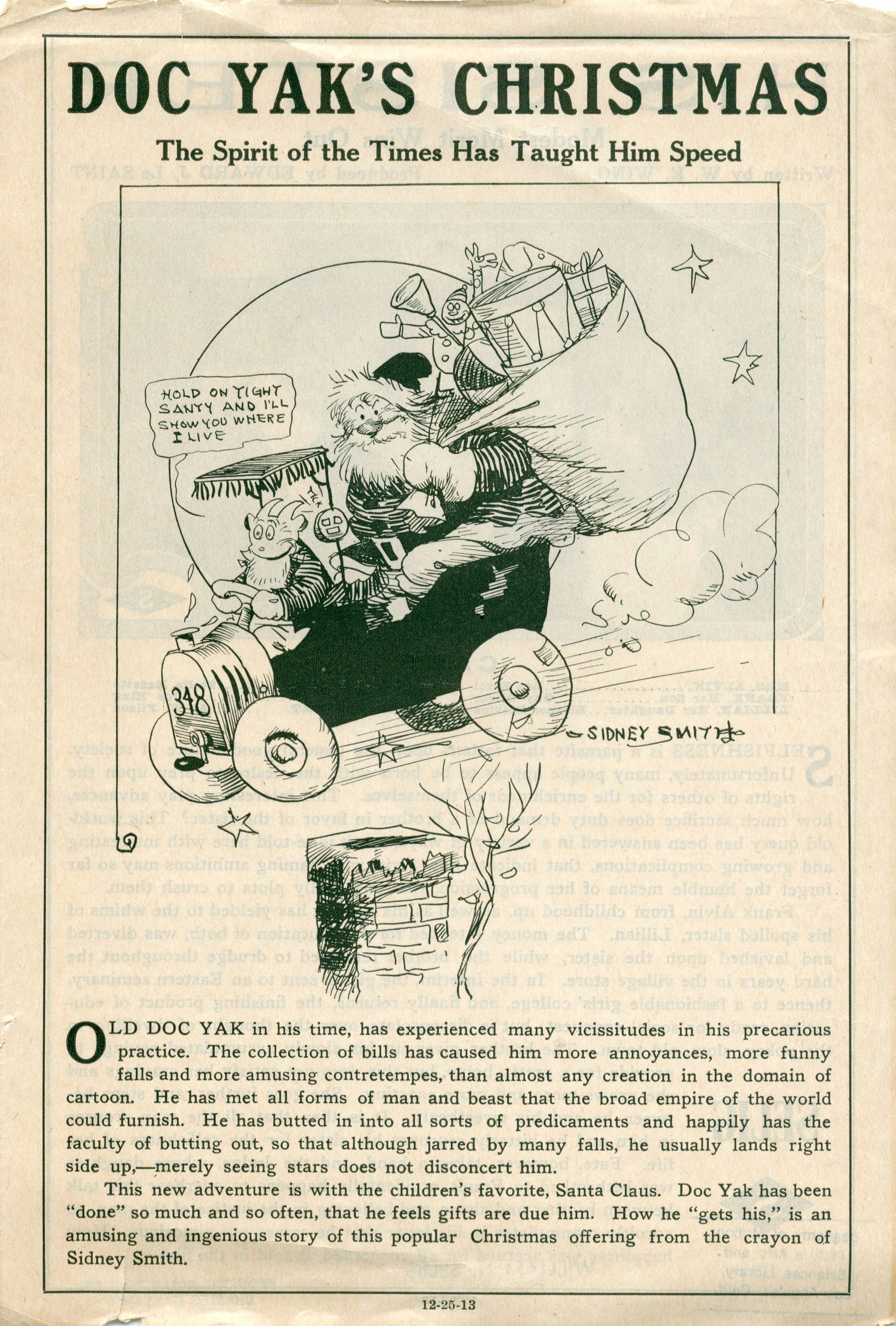
Prospectus pour Doc Yak's Christmas.

- 1913 : Old Doc Yak and the Artist's Dream
- 1913 : Doc Yak's Christmas
- 1914 : Doc Yak, Moving Picture Artist
- 1914 : Doc Yak, the Cartoonist
- 1914 : Doc Yak, the Poultryman
- 1914 : Doc Yak, Over the Fence and Out
- 1914 : Doc Yak's Temperance Lecture
- 1914 : Doc Yak, the Marksman
- 1914 : Doc Yak Bowling
- 1914 : Doc Yak's Zoo
- 1914 : Doc Yak and the Limited Train
- 1914 : Doc Yak's Wishes
- 1914 : Doc Yak's Bottle
- 1914 : Doc Yak's Cats
- 1914 : Doc Yak Plays Golf
- 1914 : Doc Yak and Santa Claus
- 1915 : Doc in the Ring

### comme producteur
- 1913 : Old Doc Yak
- 1913 : Old Doc Yak and the Artist's Dream
- 1913 : Doc Yak's Christmas
- 1914 : Doc Yak, Moving Picture Artist
- 1914 : Doc Yak, the Cartoonist
- 1914 : Doc Yak, the Poultryman
- 1914 : Doc Yak, Over the Fence and Out
- 1914 : Doc Yak's Temperance Lecture
- 1914 : Doc Yak, the Marksman
- 1914 : Doc Yak Bowling
- 1914 : Doc Yak's Zoo
- 1914 : Doc Yak and the Limited Train
- 1914 : Doc Yak's Wishes
- 1914 : Doc Yak's Bottle
- 1914 : Doc Yak's Cats
- 1914 : Doc Yak Plays Golf
- 1914 : Doc Yak and Santa Claus

### comme acteur
- 1915 : The Chronicles of Bloom Center